# Dar el-Beida
Dar el-Beida (en árabe: الدار البيضاء, tdl. ‘Casa Blanca’)   es una residencia real en Fez, Marruecos. Originalmente era parte del mismo complejo que el adyacente Dar Batha al noreste, pero se separó de éste en 1915, durante el protectorado francés, cuando este último fue reconvertido en museo. Hoy en día sigue siendo una residencia oficial, inaccesible al público.

## Historia
Dar Batha y Dar el-Beida fueron construidos para servir como palacio de verano y como residencia para visitantes e invitados distinguidos. El complejo fue encargado y comenzado a finales del siglo xix por el sultán Hasán I. Dar Batha se completó bajo el sultán Abd al-Aziz,  mientras que Dar el-Beida se completó bajo su rival y sucesor Abd al-Hafid.
En 1912 los dos palacios fueron utilizados para albergar los servicios del Residente General del protectorado francés. En 1915, Dar Batha se convirtió en un museo de artes locales, al que se transfirió la colección que anteriormente se albergaba en Dar Adiyel. El Dar el-Beida sigue siendo utilizado por el Gobierno como palacio de recepciones.

## Arquitectura
Hoy en día Dar el-Beida ya no está conectado con Dar Batha. Sus terrenos, a los que se accede a través de una puerta monumental y ornamentada al suroeste, están llenos de grandes jardines salpicados de pabellones, y un palacio principal en la zona noreste con más jardines interiores y patios ornamentados. Uno de los canales derivados del Oued Fes (río Fez) pasa por los jardines y el palacio.

## Galería

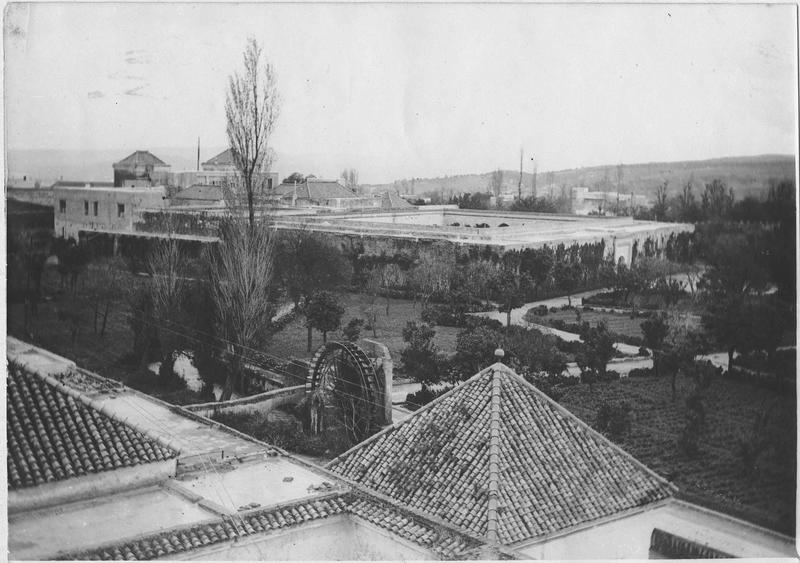
Vista general de los terrenos del palacio de Dar el-Beida en 1918.
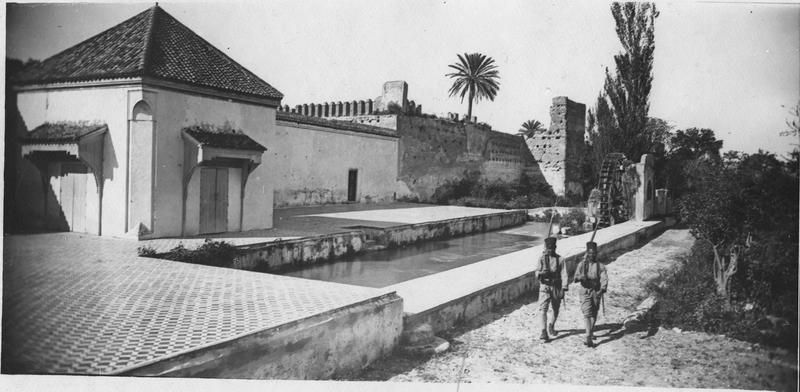
Vista del canal (que se ramifica desde el Oued Fes) a su paso por los jardines del palacio (en 1916).
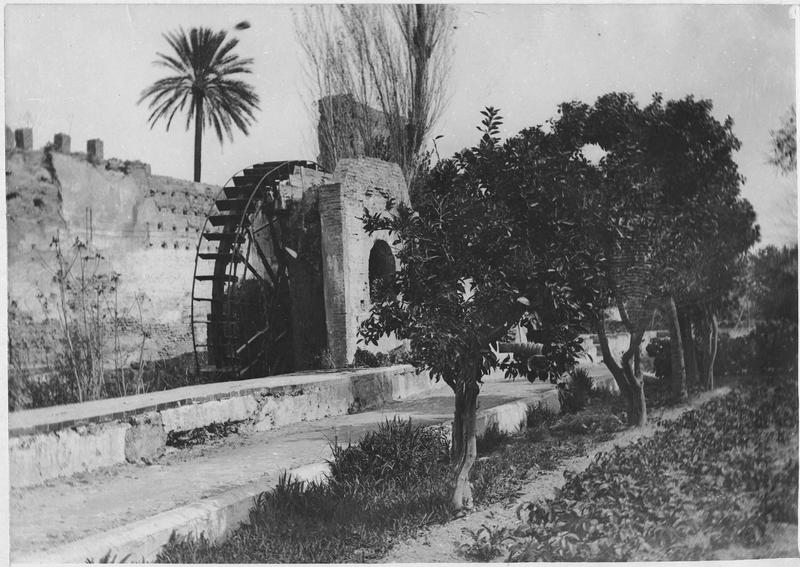
Una noria (rueda hidráulica) a lo largo del canal en los jardines del palacio (1916).
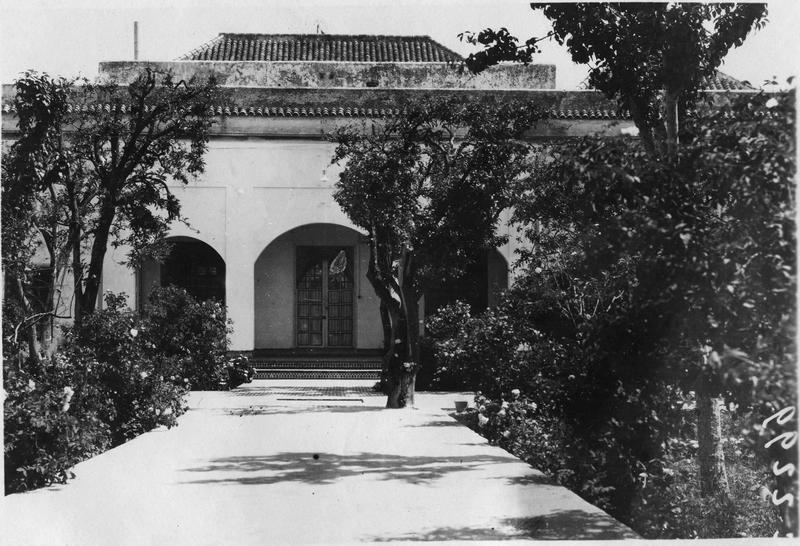
El jardín del patio interior del palacio principal (1916).
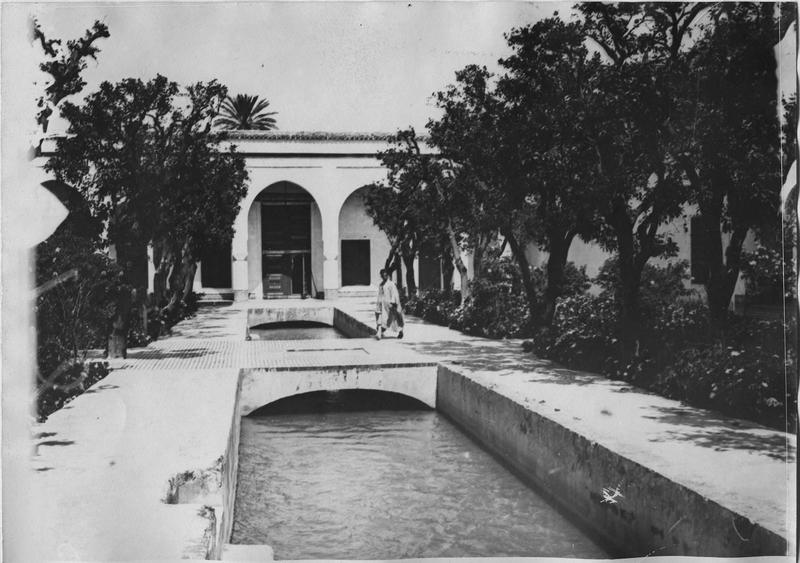
El canal que pasa por el jardín interior del palacio (1916).
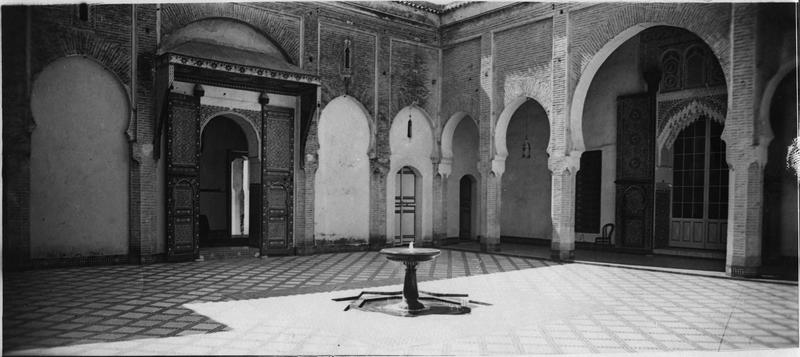
Un patio interior del palacio, con fuente central (1916).
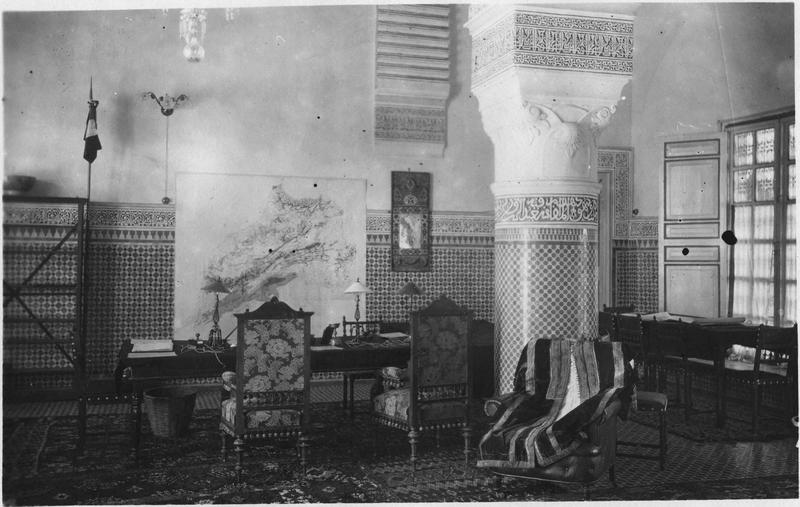
Habitaciones en el interior del palacio en 1916, cuando era la sede del residente general francés.
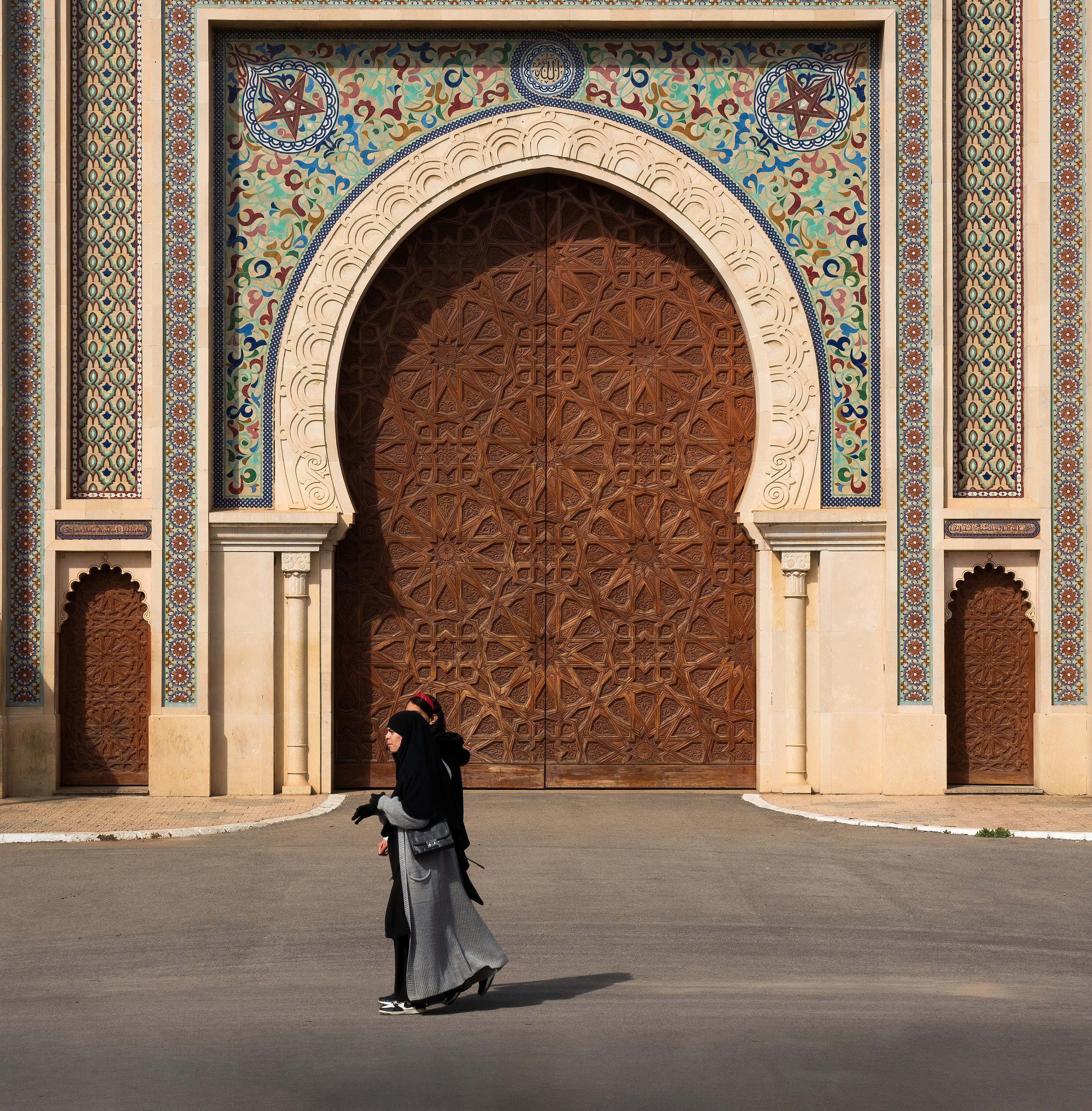
Detalle de la puerta principal en 2024.